# Commission trilatérale
La Commission trilatérale (parfois abrégée en Trilatérale) est une organisation privée créée en 1973 à l'initiative des principaux dirigeants du groupe Bilderberg et du Council on Foreign Relations, parmi lesquels David Rockefeller, Henry Kissinger et Zbigniew Brzezinski. 
Regroupant 300 à 400 personnalités parmi les plus influentes — personnalités du monde des affaires, politiques, décideurs, intellectuels — de l'Europe occidentale, de l'Amérique du Nord et de l'Asie du Pacifique (États dont la plupart sont également membres de l'OCDE), son but est de promouvoir et construire une coopération politique et économique entre ces trois zones clés du monde, pôles de la Triade. À l'instar du groupe Bilderberg, il s'agit d'un groupe partisan du mondialisme, auquel certains attribuent, au moins en partie, l'orchestration de la mondialisation économique.

## Fondation
L’idée de la création de cette organisation fut initialement émise en juin 1972 par Zbigniew Brzezinski dans la lignée de ses travaux sur «l'ère technétronique » et la nécessité de «socialiser le Japon» au sein du club des grandes puissances. Pour ce faire, Brzezinski s'appuie pour les financements sur  David Rockefeller et sa fondation Rockefeller ainsi que sur McGeorge Bundy en sa qualité de président de la Fondation Ford.Son idée est alors une commission de trois ans. Le nom de la commission est choisi par Zbigniew Brzeziński comme une alternative à «Commission tripartite» qui aurait « vraiment trop rappelé le Pacte tripartite, analogie désastreuse » et à «Commission pour la paix et la prospérité» qui aurait «manqué de caractère et de précision».
Pour Brzezinski, «Commission Trilatérale» «donne l'impression d'être semi-officiel, ce qui est l'effet recherché».
À l'appui, Brzezinski publie un article, «Japan in a Trilateral world» dans la revue «The New Leader» en juillet 1972.
La Commission trilatérale fut officiellement créée à Tokyo le 1er juillet 1973. À cette époque, le leadership mondial des États-Unis commençait à être fragilisé dans le secteur industriel et commercial par les performances de l’Allemagne et du Japon, l’idée était de substituer à la direction américaine un partenariat trilatéral.
Dans sa brochure « Présentation de la Trilatérale par la Trilatérale » émise en 1977, la Commission se définit elle-même comme « une organisation orientée vers la prise de décision » entre les « démocraties industrielles », définies comme « une communauté ayant son identité propre et constituant un enjeu vital ». Le document précise que le système de l’après-guerre était dépassé (« une puissance était prédominante tandis que les autres lui étaient étroitement associées »), et qu’il était nécessaire de « promouvoir un ordre international plus équitable », en mettant en place un « travail en commun entre les régions trilatérales, la Commission devant générer le contexte favorable à la concrétisation de cet effort ». Tout ne se passa pas comme prévu dans le camp américain du fait de l'émergence du courant néo-conservateur, en particulier à partir du mandat de Ronald Reagan, qui succéda à Jimmy Carter (ancien membre de la Trilatérale) et s'attacha à réaffirmer la prédominance américaine.
Sur l'histoire de la Commission trilatérale, outre les différentes ressources citées, on peut consulter l'ouvrage paru à l'occasion de ses 25 ans (voir la bibliographie). Publié par la Trilatérale, il comporte de nombreuses anecdotes et une collection de photographies assez étonnantes comme la Trilatérale reçue par Juan Carlos Ier d’Espagne, Jean-Paul II, Margaret Thatcher, Mikhaïl Gorbatchev en 1989, ou celle de François Mitterrand, Yitzhak Shamir et Yasser Arafat en 1990.

## Répartition des sièges
La hausse du nombre des membres de la Trilatérale ayant été très forte dès sa création, des limitations durent être imposées aux alentours de 1980. La limite a été atteinte alors que de nouveaux pays commencèrent à être représentés dans les groupes de discussion.

### Le groupe européen
Le groupe européen est composé de 170 membres. Ce groupe inclut en 2020 les nombres de membres suivant des pays suivants :  
- Allemagne : 20 sièges,
- Autriche,
- Belgique,
- Bulgarie,
- Chypre,
- Croatie,
- Danemark,
- Espagne : 12 sièges,
- Estonie,
- Finlande,
- France : 18 sièges,
- Grèce,
- Hongrie,
- Irlande,
- Italie : 18 sièges,
- Luxembourg,
- Norvège,
- Pays-Bas,
- Pologne,
- Portugal,
- Roumanie,
- Royaume-Uni : 18 sièges,
- Serbie,
- Slovaquie,
- Slovénie,
- République tchèque,
- Suède.

### Le groupe nord-américain
Le nombre de représentants pour le continent nord-américain est en 2020 de 120, répartis comme suit : 
- États-Unis : 87 sièges
- Canada : 20 sièges
- Mexique : 13 sièges

### Le groupe asiatique
À l'origine, le troisième continent était exclusivement représenté par le Japon, qui disposait de 85 sièges, mais en 2000, ce groupe connut une expansion et devint le groupe représentant l'Asie Pacifique, composé en 2020 de 117 membres répartis comme suit : 
- Japon : 75 sièges,
- Corée du Sud : 11 sièges,
- Australie et Nouvelle-Zélande : 7 sièges,
- ASEAN (Indonésie, Malaisie, Philippines, Singapour et Thaïlande) : 15 sièges,

Le nouveau groupe asiatique-Pacifique inclut aussi des membres de 
- Hong Kong : 5 sièges,
- République de Chine (Taïwan) : 4 sièges,
- République populaire de Chine

## Fonctionnement
La Trilatérale publie des études (la revue The Triangle Papers) réalisées par des Task Forces (groupe de travail réunissant des personnalités de premier plan, généralement d'au moins trois zones régionales) et qui, une fois transmises à leurs membres et aux gouvernants, ont des répercussions internationales majeures en politique étrangère, qu’il s’agisse d’économie ou de géopolitique (communication, énergie, démographie, grands équilibres, etc.). Entre un rapport préliminaire (Draft Report, généralement non disponible auprès du public) et le rapport définitif publié dans la revue Triangle Papers, le rapport est discuté en réunion internationale annuelle. Le rapport peut alors être remanié avant publication.
Une revue est aussi publiée à l'issue de la réunion annuelle, il s'agit de la revue Trialogue. Les rapports sont disponibles sur le site officiel de la Commission Trilatérale (voir dans les liens externes, ou auprès des différents sites régionaux, à Paris par exemple).
Les sujets d'étude sont choisis par les présidents, les vice-présidents et les directeurs, sur les conseils du Comité Exécutif et d'autres. Les auteurs sont ensuite invités, parfois à l'initiative des membres de la Commission.
Les auteurs ne sont pas « hébergés » dans les bureaux de la Commission lors de la préparation de leur rapport. Ils restent dans leurs statuts professionnels existants et la Commission leur permet de rencontrer chaque autre rapporteur plusieurs fois au cours de l'élaboration de l'étude. Les rapports sont pour la Commission trilatérale, et non de la Commission.
La Commission exerce une grande influence sur les États et contribue à fixer les règles de l’économie mondiale.

## Membres
Afin d'aider à préserver le caractère non officiel de la Commission, les membres qui prennent position dans leur administration nationale abandonnent de facto leur appartenance à la Commission Trilatérale. Les membres sont choisis sur une base nationale. La procédure utilisée pour la rotation et l'invitation des nouveaux membres varie en fonction du groupe national.
Trois présidents (un dans chacune des trois régions du monde), des présidents députés et des directeurs constituent la direction de la Commission Trilatérale, en collaboration avec un Comité exécutif incluant 45 autres membres. Mario Monti, qui était titulaire du siège de président pour l'Europe, a renoncé à ses fonctions au moment de sa nomination comme président du Conseil italien, le 16 novembre 2011.
Les trois présidents actuels sont :
- Joseph Nye pour l'Amérique du Nord ;
- Yasuchika Hasegawa pour l'Asie ;
- Jean-Claude Trichet pour l'Europe[6].

Liste des membres en 2013  et 2014.

## Critique
En 1980, l'un de ses représentants et membre du Congrès des États-Unis, Larry McDonald, voulut lancer une enquête parlementaire sur la Trilatérale ainsi que sur le Council on Foreign Relations via la résolution 773.
La Commission trilatérale est associée par l'extrême-droite complotiste à ladite "idéologie mondialiste" qui soutiendrait l'instauration d'un nouvel ordre mondial. Cette théorie donne un contenu complotiste au terme "mondialisme", « néologisme apparu au début des années 1980 dans les milieux complotistes de l'extrême droite anti-juive (cf. Yann Moncomble, La Trilatérale et les secrets du mondialisme, 1980) pour désigner l'action soi-disant concertée de sociétés secrètes, de groupes d'intérêts économiques ou de lobbies pour arriver à l'instauration d'un gouvernement mondial ».
La John Birch Society soutient que la Trilatérale se consacre à la formation d'un gouvernement mondial. En effet, cette commission prône une gouvernance mondiale réformée en tant que réponse à la crise.
Dans un entretien pour le quotidien Présent le 11 août 1989, Jean-Marie Le Pen dénonce « les forces qui visent à établir une idéologie mondialiste » et désigne notamment « la Maçonnerie », « la Trilatérale » et « l'Internationale juive ».

Des membres du Parti communiste français ont également véhiculé des discours critiques de la Commission Trilatérale qui sont qualifiés par certains de conspirationnistes. Ainsi Maurice Goldring publie en 1976 l'ouvrage Démocratie Croissance Zéro, dans lequel il dénonce un projet qu'aurait selon lui la Commission trilatérale de restreindre la démocratie. La couverture du livre est un télégramme fictif qui joue sur le sensationnalisme. En 1978, Roland Leroy, directeur de L’Humanité, dit sur TF1 à Jean-Jacques Servan-Schreiber :
« Ce sont vos amis qui participent à une entreprise quand même un peu singulière. J’ai ici un ouvrage qui mériterait d’être lu et qui révèle, car on a passé sous silence en France, un texte publié aux États-Unis depuis 1975 et qui expose les activités d’une Commission Trilatérale dans laquelle siège le PDG de Coca-Cola, M. Carter, M. Raymond Barre, dont vous avez peut-être entendu parler. Et que dit-on dans cette Commission Trilatérale ? On étudie l’avenir de la démocratie, et on aboutit à des conclusions singulières : Il y a des limites potentiellement souhaitables à l’extension de la démocratie. »

#### En français
- Rencontres au sommet : quand les hommes de pouvoir se réunissent de Michael Gama, L'Altiplano (20 mars 2007)  (ISBN 978-2-35346-016-8) Une enquête sur les membres du groupe Bilderberg et de la commission Trilatérale, entretien avec Pierre Marie Gallois.
- Tous pouvoirs confondus : État, capital et médias à l'ère de la mondialisation de Geoffrey Geuens, éditions EPO (15 mars 2003), 470 pages  (ISBN 2-87262-193-8), p. 30-37

#### En anglais
- American Hegemony and the Trilateral Commission (Cambridge Studies in International Relations) par un collectif, éditeur: Cambridge University Press (November 7, 1991), 318 pages  (ISBN 0-521-42433-X)
- (en) Dino Knudsen, The Trilateral Commission and Global Governance : Informal Elite Diplomacy, 1972-82, Londres/New York, Routledge, coll. « Cold War History », 2018, 272 p. (ISBN 978-1-1389-3311-8)
- Trilateralism : The Trilateral Commission and Elite Planning for World Management de Holly Sklar, éditeur : South End Press (January 1, 1980), 586 pages  (ISBN 0-89608-103-6)
- The Rockefeller triangle : A country editor's documented report on the Trilateral Commission plan for world government de Bill Wilkerson, éditeur: Idalou Beacon (1980), 44 pages (ASIN B0006E2ZE4)
- Who's who of the elite : members of the Bilderbergs, Council on Foreign Relations, Trilateral Commission, and Skull & Bones Society de Robert Gaylon Ross - 2nd revision - San Marcos, Tex : RIE, 2000  (ISBN 0-9649888-0-1)
- The Trilateral Commission at 25, éditeur : The Trilateral Commission (1998)